# Elecciones a la Asamblea Constituyente de Noruega de febrero-agosto de 1814
Las elecciones a la Asamblea Constituyente fueron apoyadas en Noruega en 1814. Fueron realizadas en Christiania y el área circundante, en febrero, y en el resto del país llegó como noticia de la necesidad de las elecciones . Aun así, en Finnmark, en el norte lejano del país, las elecciones no fueron realizadas hasta que julio y agosto, para aquel momento la Asamblea había acabado su trabajo. Tales partidos políticos no fueron oficialmente establecidos hasta que en 1884, los 112 miembros elegidos fueron independientes .
La Asamblea Constituyente se reunió en Eidsvoll para redactar la Constitución de Noruega. Los delegados eran popularmente llamados los "Hombres de Eidsvoll" (Eidsvollsmennene). La constitución nueva fue acordada el 16 de mayo de 1814, y se firmó y dató el día siguiente. Las elecciones a una segunda Asamblea Constituyente fueron realizadas el 14 de agosto.

## Lista de los miembros reunidos en Eidsvoll el 17 de mayo de 1814

### Condado de Akershus[4]
- Chambelán de Corte Peder Anker
- El juez Christian Magnus Falsen
- El granjero Kristian Kristensen Kollerud[5]

### Cuerpo de Aggershuske Ridende JæG. , Regimiento de Akershusiske skarpskytter[6][7]
- Comandante V.C.Sibbern
- Coronel lugarteniente F.W.Stabell
- Primer Sargento Z.Mellebye

### Diputación de Arendal[8]
- Médico del distrito Alexander cristiano Møller

### Artillerie-Corpset[9]
- Capitán Motzfeldt
- Sargento H.Haslum

### Diputación de la ciudad de Bergen[10]
- Juez W.F.K.Christie
- Mayorista Fredrik Meltzer
- Mayorista Jens Rolfsen
- Capellán Residente Jonas Rein

### Condado Søndre Bergenhuus[11]
- Juez Arnoldus von Westen Sylow Koren
- Pastor parroquial Georg Burchard Jersin
- Labrador Brynjel Andersen Gjerager[5]

### Condado Nordre Bergenhuus[12]
- Miembro de la Chancillería y juez Lars Johannes Irgens
- Pastor parroquial Nicolai Nielsen
- Labrador Peder Hjermann[5]

### Regimiento Bergenhus[13]
- Capitán Ole Elias Holck
- Mosquetero Niels Johannesen Loftesnæs

### Buskeruds Amt[14]
- Decano F.Schmidt[15]
- Alguacil Johan Collett[16]
- Labrador Christopher Hoen[5]

### Bratsberg Amt[17]
- Canciller, Gobernador de Distrito Severin Løvenskiold
- Conciliador de Justicia Peder Jørgen Cloumann
- Labrador Talleiv Olavsson Huvestad[5]

### Christiania[18]
- Profesor Georg Sverdrup
- Abogado de aduana Omsen

### Christiansand[19]
- Ayudante del Pastor Nicolai Wergeland
- Mayorista Ole Clausen Mørch

### Christians Amt[20]
- Juez Lauritz Weidemann
- Pastor parroquial Hans Jacob Stabel
- Labrador Anders Lysgaard[5]

### Christiansund
- Mercader John Moisés

### Dramen[21]
- Director Nicolai Schejtli

### Friderichshald[22]
- Miembro de la chancillería, justicia de la paz, y juez Carl Adolph Dahl

### Friedrichsstad[23]
- Miembro de la chancillería y justicia de la paz Andreas Michael Heiberg

### Hedemarkens Amt[24]
- Gobernador de distrito Bendeke
- Juez Andreas Aagaard Kiønig
- Sheriff Ole Olsen Evenstad[25]

### Holmestrand[26]
- Pastor Parroquial H.H.Nysom

### Jarlsberg Grevskab[27]
- Conde Johan Caspar Herman Wedel-Jarlsberg
- Juez Gustav Peter Blom
- Labrador Ole Rasmussen Apeness

### Ingenieur Brigaden[28]
- Capitán Un.Sibbern

### Kongsberg[29]
- Supervisor y Maestro de mineros del Kongsberg , Jernverk Poul Steenstrup

### Kragerø[30]
- Justicia de la Paz, C.Hersleb Horneman

### Laurvig[31]
- Conciliador de Justicia y Juez cristiano Adolph Diriks

### Laurvigs Grevskab[32]
- Propietario de tierras Iver Hesselberg[33]
- Capitán de barco Anders Hansen Grønneberg
- Labrador Ole Olsen Amundrød[5]

### Lister Amt[34]
- Mercader Gabriel Lund junior
- Sheriff Erichstrup[25]
- Labrador T.J.Lundegaard[5]

### Mandals[35]
- Labrador Osmund Lømsland[5]
- Labrador Erich Jaabech[5]
- Labrador Sywert Eeg[5]

### Molde[36]
- Justicia de la Paz F.Motzfeldt

### Moss[37]
- Justicia de Paz G.Wulfsberg

### Nedenæs Amt[38]
- Dueño de un taller de hierro Jacob Aall junior
- Pastor parroquial Hans Jacob Grøgaard
- Sheriff Thor R.Lilleholth[25]

### Regimiento Nordenfjelske Infanteri[39]
- Capitán Peter Blankenborg Prydz
- Mosquetero Helge Ellingsen Waagaard

### Cuerpo Norske Jeger[40]
- Capitán Palle Rømer Fleischer
- Cabo Niels Fredriksen Dyhren

### Regimiento Oplandske Infanterie[41]
- Coronel D.Hegermann
- Primer Sargento Sargento Haraldstad

### Porsgrund[42]
- Mayorista Jørgen Aall

### Raabøigelaugets Amt[43]
- Juez Thomas Bryn
- Labrador Even Torkildsen Lande[5]
- Sheriff Ole Knudsen Tvedten[25]

### Romsdals Amt[44]
- Gobernador de condado Hilmar Meincke Krohg
- Decano Jens Colilla[15]
- Labrador Elling Olsson Walbøe[5]

### Røraas Bergkorps[45]
- Capitán Richard Floer

### Smaalehnenes Amt[46]
- Comandante V. Sibbern (Quién también representó al noruego Mounted Jegerkorps).
- Decano Peter Ulrik Magnus Hount[15]
- Labrador John Hansen Sørbrøden[5]

### SchienSkien
- Mayorista Didrich (von) Cappelen

### Stavanger ByeStavanger
- Mercader Peder Valentin Rosenkilde

### Stavanger AmtRogaland
- Pastor parroquial Lars Andreas Oftedahl
- Mercader Christen Mølbach
- Labrador Asgaut Olsen Regelstad[5]

### Søe-Deffensionen[47]
- Comodoro J.S.Fabricius
- Lugarteniente T.Konow
- Guarda marina P.Johnsen
- Marinero capaz Even Thorsen

### Søndenfieldske Infanterie-Regiment[48]
- Coronel D.Petersen
- Mosquetero Ole Svendsen

### Søndenfieldske Dragon-Regiment[49]
- Capitán Eilert Waldemar Preben Ramm[50]
- Cabo Peder Paulsen Balke

### Tellemarkske Infanterie Regiment[51]
- Capitán Enevold Steenblock Høyum
- Primer Sargento Gullik Madsen Røed

### Trondhjems Bye[52]
- Conciliador del Estado[53] Andreas Rogert
- Mayorista Peter Schmidt jr.

### Søndre Trondhjems Amt[54]
- Pastor Parroquial Jacob Hersleb Darre
- Juez Anders Rambech
- Sacristán[55]  Lars Larsen Forsæth

### Nordre Trondhiems Amt[56]
- Decano Hans Christian Ulrik Midelfart[15]
- Pastor parroquial Hieronymus Heyerdahl
- Labrador Sivert Bratberg[5]

### Første Trondhjemske Regiment[57]
- Capitán Georg Ulrich Wasmuth
- Sargento Daniel Larsen Schevig

### Andet Trondhjemske Regiment[58]
- Capitán Jacob Erik Lange
- Sargento Helmer Andersen Gjedeboe

### Trondhiemske Dragon Corps[59]
- Primer Lugarteniente Frederik Hartvig Johan Heidmann
- Oficial de intendencia Petter Johnsen Ertzgaard

### Tønsberg[60]
- Mayorista Carl Peter Stoltenberg

### Westerlenske Inf. Regiment[61]
- Coronel Justo Henrik Ely
- Underjeger Omund Bjørnsen Birkeland

### Øster Risør[62]
- Mercader y dueño de taller de hierro Henrik Carstensen